# Rosyjsko-ukraiński konflikt gazowy
Rosyjsko-ukraiński konflikt gazowy (nazywany też wojną gazową) odnosi się do wielu sporów pomiędzy rosyjskim dostawcą gazu Gazpromem a Ukrainą, szczególnie w zakresie dostaw gazu ziemnego, jego cen i długów. Spory te są zagrożeniem dostaw gazu do wielu krajów europejskich, które są zależne od rosyjskiego gazu ziemnego.
Poważny spór rozpoczął się w marcu 2005 na temat ceny tranzytu gazu. Kulminacją sporu były cięcia dostaw gazu na Ukrainę 1 stycznia 2006 r. Sytuacja wróciła do normy 4 stycznia 2006 r., gdy dostawy zostały przywrócone, kiedy podpisano wstępne porozumienie pomiędzy rosyjskimi firmami gazowymi a Ukrainą.
Kolejny konflikt miał miejsce w październiku 2007, ponownie dotyczył długów Ukrainy i doprowadził do zmniejszenia dostaw gazu w marcu 2008. W ostatnich miesiącach 2008 r. stosunki pomiędzy Gazpromem a Ukrainą ponownie stały się napięte, ze względu na spór o wielkość zadłużenia Ukrainy.
W styczniu 2009, spór doprowadził w wielu krajach europejskich do całkowitego odcięcia dostaw gazu z rurociągu Gazpromu przechodzącego przez terytorium Ukrainy.

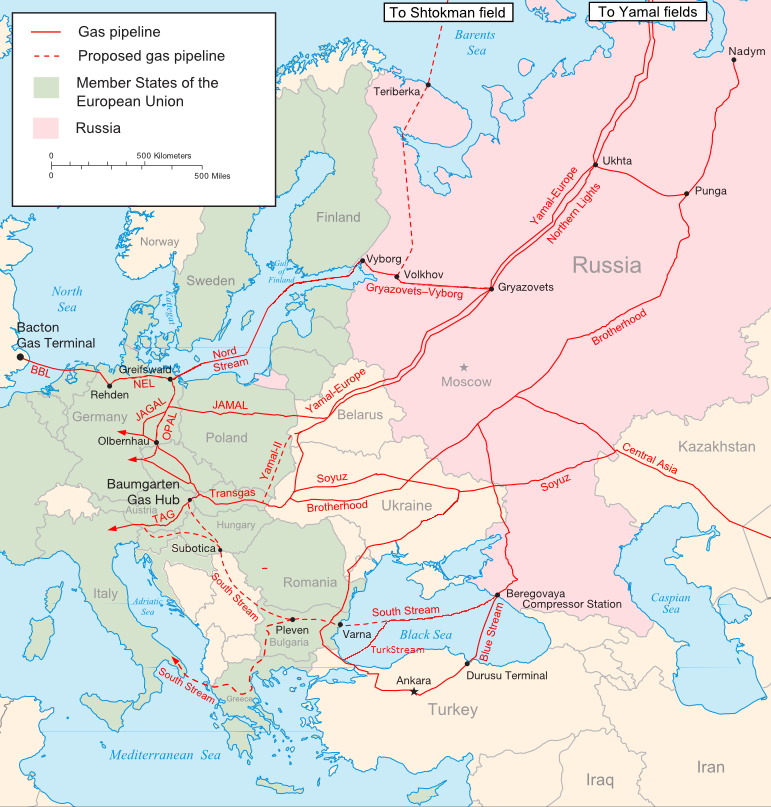
Główne istniejące i planowane rurociągi gazu ziemnego z Rosji do Europy

## Tło historyczne konfliktu
Po upadku Związku Radzieckiego ceny ropy naftowej importowanej z Ukrainy osiągnęły najwyższy poziom na światowym rynku paliw w 1993 roku. Zarówno ukraińskie ceny importowanego gazu i opłaty za tranzyt rosyjskiego eksportu do krajów Europy, zostały ustalone w ramach negocjacji dwustronnych, na poziomie poniżej stawek ogólnoeuropejskich. Jednocześnie Ukraina pozostała głównym korytarzem tranzytowym dla rosyjskiego eksportu gazu. W latach 2004–2005 około 80% rosyjskiego eksportu gazu do Unii Europejskiej było dokonywane za pośrednictwem Ukrainy. Na Ukrainie roczne zużycie gazu wynosiło w tym okresie ok. 80 mld m³, z czego około 20 mld m³ gazu pochodziło z własnej produkcji. 36 mld m³ zostało kupione z Turkmenistanu, a 17 mld m³ Ukraina otrzymała z Rosji, jako zapłata za tranzyt rosyjskiego gazu. Pozostałe 6–8 mld m³ gazu zostało kupione od Rosji.
Handel gazem na Ukrainie znacznie różnił się od rynku gazu w Unii Europejskiej, spowodowało to problemy w postaci dużych dostaw relatywnie taniego gazu z Rosji, powodując wzrost energochłonnych sektorów ukraińskiego przemysłu. W związku z czym, Ukraina stała się jednym z najmniej wydajnych energetycznie krajów i największym importerem gazu ziemnego na świecie. Kumulacja ukraińskich długów i brak systematycznych płatności, spowodował przekierowanie gazu do innych gazociągów i podejrzenia ze strony Rosji o kradzież tego surowca z systemu tranzytowego.
Na podstawie umowy z 21 czerwca 2002 r., podpisanej między Gazpromem i ukraińską państwową firmą Naftohaz, płatność za transfer rosyjskiego gazu przez ukraińskie rurociągi została dokonana w formie barterowej wymiany – ok. 15% gazu przepływającego przez terytorium Ukrainy, została przejęta przez Ukrainę zamiast płatności w gotówce. Umowa ta miała być ważna do końca 2013 roku. 9 sierpnia 2004 r. obie spółki podpisały aneks do umowy, zgodnie z którym ilość gazu podana jako płatność bezgotówkowa, obliczona została w oparciu kurs 1,09 dolara za transport 1000 m³ za każde 100 kilometrów tranzytu przez terytorium Ukrainy. Cena gazu ziemnego dla Ukrainy została ustalona na 50 dolarów za 1000 m³. W zapisach umowy znalazła się klauzula o stałej cenie gazu, bez względu na ceny na rynkach europejskich. Zgodnie z aneksem cena miała nie podlegać zmianom do końca 2009 r.
Gazprom twierdził, że stosowanie tego aneksu miało być możliwe tylko pod warunkiem, gdy oba kraje podpiszą roczny międzyrządowy protokół, który miałby wyższy status prawny, określający warunki tranzytu gazu. Zgodnie z oświadczeniem Gazpromu, umowa straciła ważność, ponieważ nie został podpisany roczny protokół na 2006 r., zgodnie z zapisanymi warunkami w aneksie. Rosja przekazała informację, że dotacje Gazpromu dla ukraińskiej gospodarki wynoszą miliony dolarów.
Zależność od rosyjskiego gazu w krajach europejskich (stan na 2014 r.):

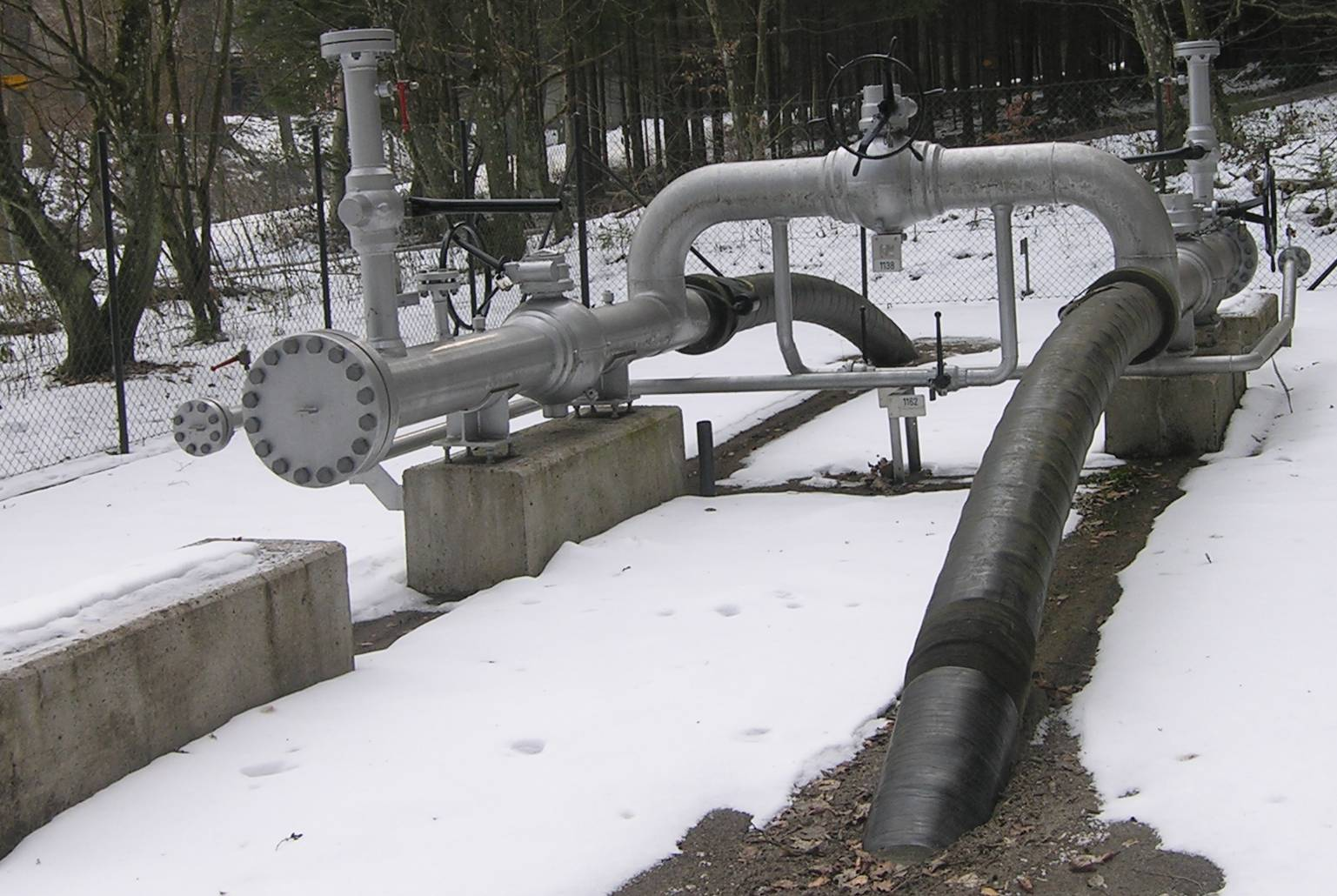
Fragment gazociągu

- Finlandia 100%
- Szwecja 100%
- Bułgaria 100%
- Czechy 80,5%
- Słowacja 63,3%
- Słowenia 57,4%
- Grecja 54,8%
- Polska 54,2%
- Austria 52,2%
- Węgry 49,5%
- Belgia 43,2%
- Niemcy 39,3%
- Chorwacja 37,1%
- Rumunia 24,2%
- Francja 17,2%
- Holandia 5,8%

## Lata 1990–2001
Pierwszy spór dotyczący długów za gaz i problem braku regularnych płatności, pojawił się zaraz po upadku Związku Radzieckiego. Ze względu na powtarzające się nieregulowanie w ustalonych terminach płatności przez Ukrainę, Rosja zawieszała dostawy gazu kilkakrotnie: w roku 1992, 1993 i 1994. Doprowadziło to do zakłóceń w systemach gazociągowych i mnożenie się nielegalnego procederu pobierania gazu z gazociągów tranzytowych przez ukraińskie firmy i instytucje we wrześniu 1993 r. oraz w 1994 r. We wrześniu 1993 r. na szczycie podczas konferencji w miejscowości Massandra na Krymie, rosyjski prezydent Boris Jelcyn zaoferował ukraińskiemu prezydentowi Łeonidowi Krawczukowi umorzenie długów w zamian za możliwość umieszczenia floty radzieckiej z głowicami jądrowymi i przejęcie kontroli na Morzu Czarnym. Po natychmiastowej reakcji ze strony polityków w Kijowie, propozycja Borisa Jelcyna została kategorycznie odrzucona. Opracowano międzynarodowe porozumienie z zapisami dotyczącymi gazu, w tym klauzulę stwierdzającą, że Ukraina umożliwi Gazpromowi udział w prywatyzacji ukraińskich przedsiębiorstw gazowych oraz ingerencję w pozostałe sektory gospodarki. W marcu 1994 r. ukraiński wicepremier uzgodnił z Gazpromem, że Rosja będzie mogła przejąć 51% udziałów w gazociągu. Na początku 1995 r. Rosja i Ukraina zgodziły się na utworzenie spółki joint venture Gaztransit, do obsługi tranzytu gazu przez Ukrainę. Ukraina miała przekazać Rosji wiele swoich aktywów w zamian za umorzenie wielu długów. Jednakże żadna z tych umów nie została nigdy realizowana, w listopadzie 1995 r. na Ukrainie Rada Najwyższa przyjęła ustawę zakazującą prywatyzacji majątku powiązanego z ropą i gazem ziemnym.
W 1998 r. Gazprom i Naftohaz zawarły umowę, zgodnie z którą Gazprom płacił Ukrainie gazem za tranzyt, ustalono także ceny za gaz dla Ukrainy oraz pozostałe opłaty tranzytowe. Jednakże umowa ta nie rozwiązała problemu zaległych długów po stronie ukraińskiej. W 1998 r. Gazprom twierdził, że Ukraina nielegalnie pobierała gaz rurociągów tranzytowych, w rezultacie zawiesiła eksport ropy naftowej i energii elektrycznej na Ukrainę w 1999 roku. Gazprom twierdził również, że zadłużenie Ukrainy za gaz osiągnęło pułap 2,8 miliarda dolarów. W roku 2001 wicepremier Ukrainy Oleh Dubyna przyznał, że w 2000 roku 8,7 miliarda m³ rosyjskiego gazu zostało przetłoczone z rosyjskich rurociągów eksportowych. Problem zadłużenia został rozstrzygnięty w dniu 4 października 2001 r., podpisano porozumienie międzyrządowe o dodatkowych środkach, w zakresie tranzytu rosyjskiego gazu ziemnego przez terytorium Ukrainy.

## Lata 2005–2006

### Negocjacje w 2005 roku

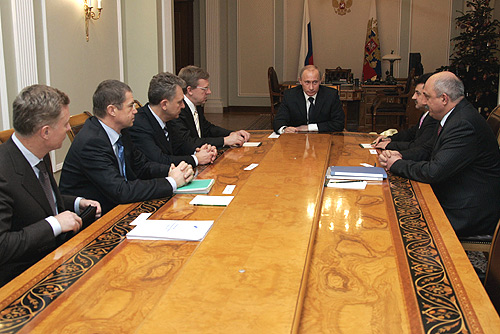
Prezydent Rosji Władimir Putin na posiedzeniu w dniu 29 grudnia 2005 oraz Aleksiej Kudrin (rosyjski minister finansów), Wiktor Christienko (rosyjski minister ds. energetyki), Aleksandr Miedwiediew (wiceprezes Gazpromu), Iwan Płaczkow (ukraiński minister energetyki) i Ołeksij Iwczenko (prezes Naftohazu)

W marcu 2005 r. Gazprom poinformował Ukrainę, że cena gazu zostanie podniesiona do poziomu europejskich stawek rynkowych. Strona rosyjska nalegała na podpisanie nowej umowy, na podstawie której Ukraina będzie płacić ok. 160 dolarów za 1000 m³. Nowy rząd Ukrainy nie zgodził się na zakup gazu od Gazpromu po wyższych cenach. W rezultacie Ukraina podniosła opłaty za tranzyt gazu. Ukraina podjęła także dodatkowe kroki w celu zmiany stawek eksportowych dla gazu przesyłanego przez Gazprom do Europy, z systemem barterowym zamiast środków pieniężnych. Prezydent Ukrainy Wiktor Juszczenko zgodził się na pewne ustępstwa, w których ceny gazu będą stopniowo rosły wraz z upływem czasu. Prezydent stwierdził, że ukraiński przemysł stałby się nierentowny, jeśli ceny gazu wzrosłyby powyżej 90 dolarów za 1000 m³, wezwał także do unikania upolitycznienia tego sporu, i wyraził przekonanie, że problem można rozwiązać poprzez działania ekonomiczne, a nie drogą polityki.
W maju 2005 ujawniono informację, że podczas zimy (2004/2005) 7,8 miliarda m³ gazu należącego do Gazpromu, zostało przepompowane do ukraińskich zbiorników, nie informując o tym strony rosyjskiej. Konflikt został rozwiązany w lipcu 2005 r., kiedy na mocy umowy zawartej pomiędzy Gazpromem, Naftohaz i RosUkrEnergo. Zgodnie z jej zapisem Naftohaz miał otrzymać 2,55 miliarda m³ gazu jako częściowe rozliczenie za tranzyt rosyjskiego gazu za rok 2005 i 5,25 miliarda m³ miało zostać sprzedane przez Gazprom z RosUkrEnergo dla Naftohazu.
W ostatnich trzech miesiącach 2005 r. negocjacje pomiędzy Gazpromem i Naftohazem nie przyniosły oczekiwanego postępu. Gazprom zażądał, aby od początku 2006 r. Ukraina została zobowiązana do płacenia ceny między 160-230 dolarów za 1000 m³, alternatywa przedstawiona przez stronę rosyjską, proponowała stworzenie konsorcjum spółek, utworzone z połączenia sił Gazpromu i Naftohazu. Spółka ta miała kontrolować ukraiński system przesyłu gazu. Ukraina odrzuciła wniosek Rosji, jednocześnie oświadczyła, że była gotowa zapłacić w 2006 r. maksymalnie 80 dolarów za 1000 m³.
W dniu 8 grudnia 2005 r. prezydent Rosji Władimir Putin zauważył w swoim wystąpieniu, że prywatni konsumenci na Ukrainie, mają niższe ceny gazu dla gospodarstw domowych niż w Rosji. Putin stwierdził, że Ukraina ma wystarczająco dużo pieniędzy w budżecie, by płacić cenę rynkową. Putin zauważył również, że roczne subwencje Ukrainy, wobec Rosji odnośnie do gazu wynoszą ok. 1 miliard dolarów, które to pieniądze są ważną częścią rosyjskiego budżetu. Dodał, że 25 mln Rosjan żyje poniżej granicy ubóstwa i takie obciążenia na rosyjskiej gospodarki jest nie do przyjęcia.
13 grudnia 2005 r. Gazprom zagroził, że jeśli porozumienie o nowej cenie nie zostanie osiągnięte przed 1 stycznia 2006 w. do 10:00 miejscowego czasu. W innym wypadku zagroził natychmiastowym odcięciem dostaw gazu na Ukrainę. Jako kompromis na temat cen gazu Gazprom był gotów zaakceptować utworzenie spółki joint venture nadzorującej tranzyt gazu rurociągami na terytorium Ukrainy. Ukraina odrzuciła tę propozycję. Gazprom stwierdził, że nowa cena musiałaby wynosić 220-230 dolarów za 1000 m³, ponieważ taka cena, odzwierciedla ceny gazu na rynkach UE oraz ceny na światowym rynku olejów opałowych. Ukraina stwierdziła, że takie działania mogłyby naruszyć przeszłość umów, jednocześnie zastrzegła możliwość odwołania się do arbitrażu międzynarodowego. W dniu 26 grudnia premier Ukrainy Jurij Jechanurow potwierdził, że Ukraina ma umowne prawo do 15% z tranzytu rosyjskiego gazu do Unii Europejskiej.
W dniu 15 grudnia 2005 r. Ukraina zaoferowała Gazpromowi układ joint venture sprzedaży gazu na ukraińskim rynku wewnętrznym, w zamian za stopniowanie wzrostu cen do 2010 roku. Wniosek ten został odrzucony przez Gazprom. 29 grudnia prezydent Putin zaoferował Ukrainie 3,6 miliarda dolarów pożyczki na pokrycie wzrostu cen gazu. Prezydent Juszczenko odrzucił ofertę. W ostatnich dniach 2005 r. kraje europejskie, które do tego czasu pozostały poza sporem, wezwały Rosję i Ukrainę do znalezienia kompromisu. W dniu 31 grudnia 2005 r., rosyjski prezydent przedstawił plan odroczenia wzrostu cen do kwietnia 2006 r., jeżeli natychmiast Ukraina zgodziłaby się na nowe ceny. Ukraina odrzuciła tę ofertę.

### Wstrzymanie dostaw w styczniu 2006 roku

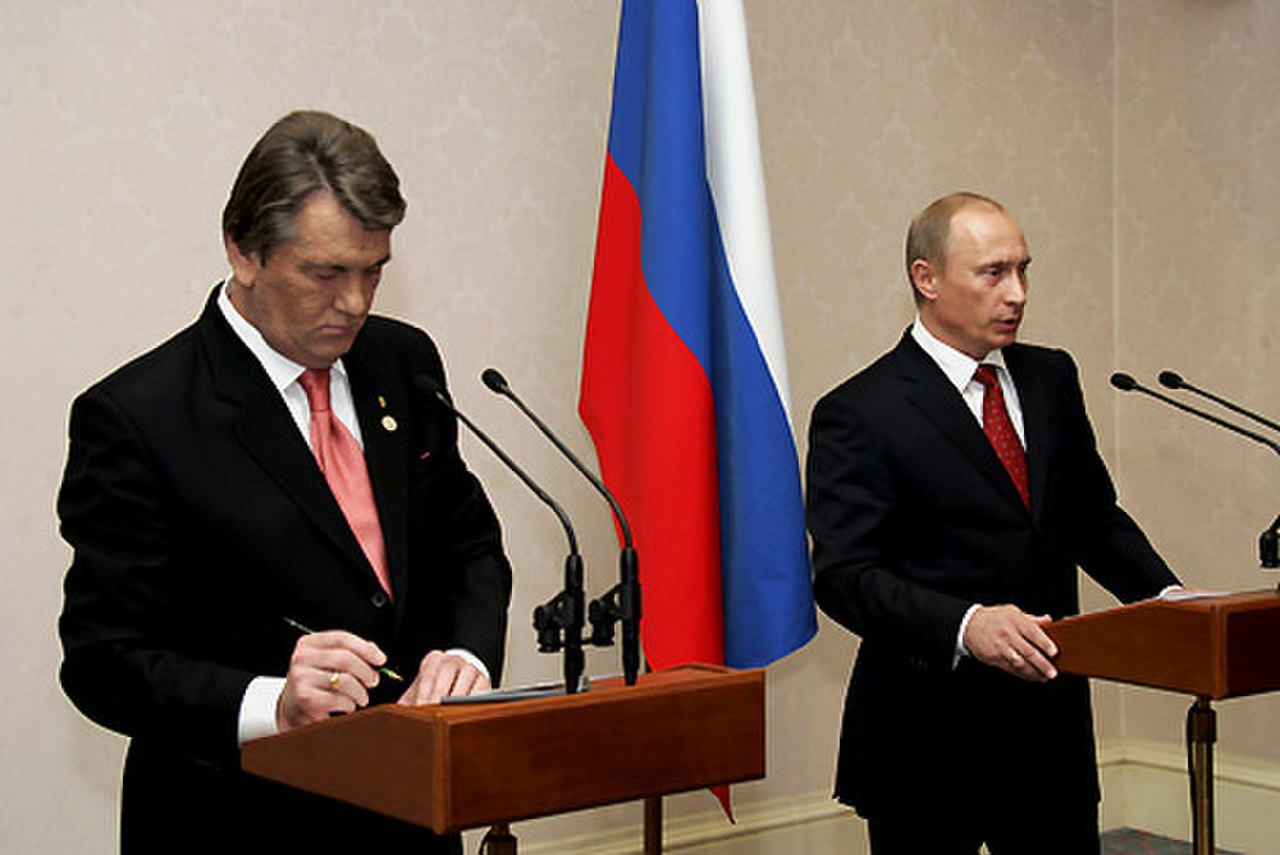
Prezydent Rosji Władimir Putin i prezydent Ukrainy Wiktor Juszczenko na wspólnej konferencji prasowej.
(11 stycznia 2006 r. w Astanie)

Ponieważ obie strony nie były w stanie dojść do porozumienia, w dniu 1 stycznia 2006 r. Gazprom rozpoczął zmniejszanie ciśnienia w rurociągu, przed upływem rosyjskiego ultimatum, upływającego o godz. 10:00 czasu miejscowego. W tym samym czasie Rosja oskarżyła Ukrainę o kradzież gazu o wartości 25 milionów dolarów. 24 stycznia 2006 r. Naftohaz przyznał się do stawianych zarzutów. Rzecznik Naftohazu tłumaczył, że gaz był potrzebny do radzenia sobie z zimnem, szczególnie podczas mroźnego stycznia 2006 r.
Dostawy zostały wznowione 4 stycznia 2006 r., gdy zostało zawarte wstępne porozumienie między Ukrainą a Gazpromem.
Skutki w Europie:
W wielu krajach europejskich odnotowano spadek dostaw gazu z Rosji:
- Węgry – zmniejszenie dostaw o ok. 40%
- Słowenia – zmniejszenie dostaw o 33% (40% średniej rocznej dostawy gazu)
- Austria – zmniejszenie dostaw o ok. 33%
- Chorwacja – zmniejszenie dostaw o ok. 33%
- Słowacja – zmniejszenie dostaw o ok. 33%
- Francja – zmniejszenie dostaw o 25–30%
- Włochy – zmniejszenie dostaw o 24% (6% dostaw całkowitych)
- Rumunia – zmniejszenie dostaw o ok. 20%
- Polska – zmniejszenie dostaw o ok. 14%

## Lata 2007–2008

### 2007
W dniu 2 października 2007 r. Gazprom zagroził odcięciem dostaw gazu na Ukrainę z powodu niezapłaconego długu 1,3 miliarda dolarów. Wydawało się, że Ukraina rozliczyła swój dług wobec Rosji 8 października 2007 r., jednak w dniu 5 stycznia 2008 r. Gazprom ostrzegł Ukrainę ponownymi ograniczeniami w dostawach gazu od 11 stycznia 2008 r., jeżeli Ukraina nie zapłaci 1,5 miliarda dolarów długu. Władimir Putin i Wiktor Juszczenko ogłosili w dniu 12 lutego 2008 r. o porozumieniu w sprawie gazowego problemu. Ukraina rozpoczęła spłacenie swoich długów za gaz zużywany w listopadzie i grudniu 2007 r. Ustalono, że cenę na poziomie 179,5 dolarów za 1000 m³ zostanie utrzymana w roku 2008. Prezydenci przedstawili również plan połączenia RosUkrEnergo i UkrGazEnergo, w spółkę joint venture Gazprom-Naftohaz.

### 2008

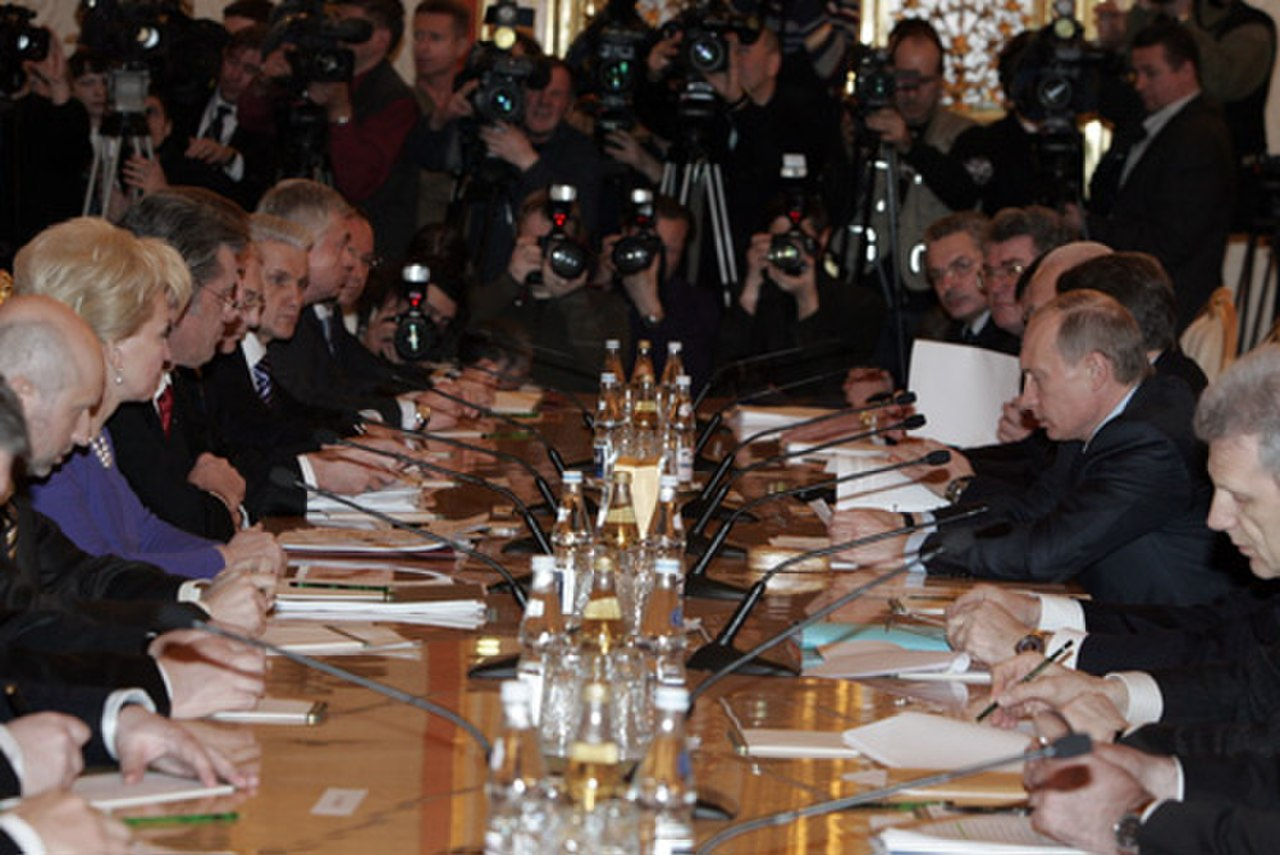
Prezydent Rosji Władimir Putin i prezydent Ukrainy Wiktor Juszczenko na posiedzeniu rosyjsko-ukraińskiej międzyrządowej Komisji na Kremlu w dniu 12 lutego 2008 r., na którym dyskutowana była sprawa gazowego konfliktu

Pod koniec lutego 2008, Gazprom zagroził zmniejszeniem dostaw gazu na Ukrainę od 3 marca 2008 r., chyba że Ukraina dokona wpłatę pieniędzy na rok 2008. Przedstawiciel ukraińskiego rządu powiedział, że Ukraina zapłaciła rachunek za gaz 2007 r., ale na razie wstrzyma się z zapłaceniem rachunku za 2008. Rzecznik Gazpromu stwierdził, że nie został uregulowany rachunek za 1,9 miliarda m³ dostaw gazu o wartości 600 milionów dolarów. W dniu 3 marca 2008 r. Gazprom zredukował przesyłki na Ukrainę o 25% (a dzień później z kolejne 25%), twierdząc, że 1,5 miliarda dolarów długu nadal nie zostało zapłacone, mimo to ukraińscy urzędnicy twierdzili, że cała kwota została wypłacana. Dostawy gazu zostały przywrócone 5 marca 2008 r. po telefonicznych negocjacjach prezesa Gazpromu (Aleksiej Miller) i prezesa Naftohazu (Ołeh Dubyna). W dniu 6 marca 2008 r. ukraińska rada gabinetowa odmówiła wykonania umowy gazowej zawartej przez Wiktora Juszczenkę i Władimira Putina. Rząd Ukrainy nie chciał zapłacić z góry za rok 2008 i sprzeciwił się stworzeniu koncernu Naftohaz-Gazprom, który sprzedawałby gaz na Ukrainie. Premier Julia Tymoszenko stwierdziła, że Ukraina nie potrzebuje żadnych dodatkowych nowo utworzonych spółek joint venture, a od 1 marca 2008 r. na ukraińskim krajowym rynku gazu działa spółka UkrGazEnergo.
W listopadzie 2008 Gazprom podpisał z Naftohazem długoterminową umowę, zgodnie z którą Ukraina będzie otrzymywać rosyjski gaz bezpośrednio od Gazpromu, a Naftohaz będzie wyłącznym importerem rosyjskiego gazu ziemnego. Jednakże pod koniec listopada 2008 r. nowy zarząd Gazpromu zażądał od Ukrainy spłaty 2,4 miliarda dolarów długu.

## Spór w 2009 r.

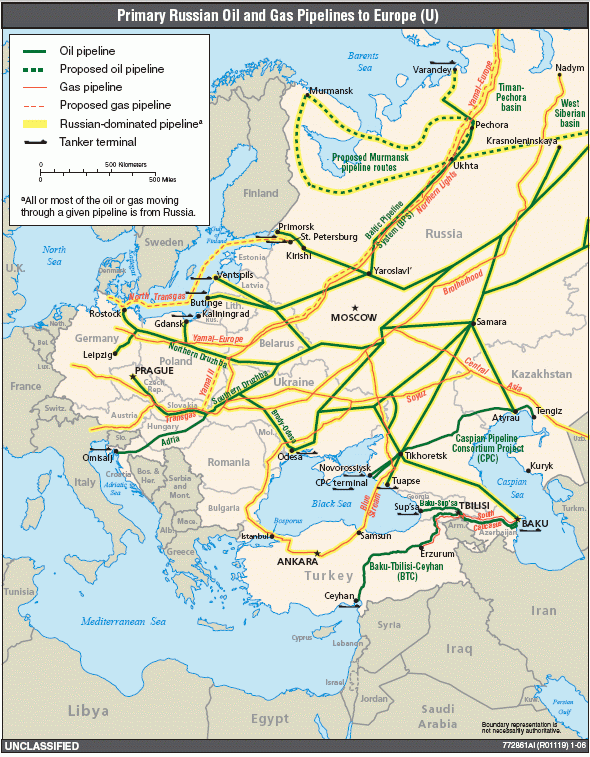
Rurociągi tranzytowe gazu do Europy

W dniu 23 grudnia 2008 r. prezydent Juszczenko powiedział, że ponad 1 miliard dolarów zostało wypłaconych przez Ukrainę, w celu zmniejszenia zadłużenia, natomiast część długu będzie zrestrukturyzowana za styczeń-luty 2009. Gazprom zaprzeczył, że istnieje jakiekolwiek porozumienie w sprawie restrukturyzacji zadłużenia. Rzecznik Gazpromu Siergiej Kuprianow powiedział, że Gazprom rozpocznie cięcia dostaw gazu na Ukrainę od 1 stycznia 2009 r., jeżeli Ukraina nie wpłaci 1,67 miliarda dolarów długu za dostawy gazu i 450 milionów dolarów grzywny. W dniu 30 grudnia 2008 r., Naftohaz wypłacił 1,522 miliardów dolarów dla RosUkrEnergo. RosUkrEnergo potwierdził, że otrzymał całą kwotę, ale Naftohaz musi zapłacić jeszcze 600 milionów dolarów grzywny. Gazprom przekazał informację, że nie otrzymał żadnych płatności, ze względu na przerwę świąteczną w systemach bankowych. Jednocześnie Gazprom oskarżył Naftohaz o szantaż, ujawniając informację o otrzymaniu pisma od Naftohazu, w którym grozi przejęciem gazu dostarczanego do UE przez Ukrainę. Ukraińska strona sporu zaprzeczyła tym doniesieniom i zapewniła, że Ukraina gwarantuje bezpieczny, niezawodny i nieprzerwany transport rosyjskiego gazu do krajów europejskich przez swoje terytorium. Negocjacje pomiędzy Gazpromem i Naftohazem zostały przerwane 31 grudnia 2008 r. Według ukraińskiego przedstawiciela energetyki Bohdana Sokołowśkiego, negocjacje zostały przerwane przez Gazprom, według rzecznika rosyjskiego prezydenta Natalii Timakowej – zerwane przez stronę ukraińską.
Ukraina zaproponowała, że cena gazu dla Ukrainy wzrośnie o 21,5 dolarów – do 201 dolarów za 1000 metrów sześciennych, a opłata za tranzyt o 0,3 dolara – do 2 dolarów za 1000 m³ za każde 100 kilometrów. Gazprom zaproponował, by Naftohaz kupował gaz ziemny po 250 dolarów za 1000 m³, począwszy od 2009 roku. Rosyjski premier Władimir Putin powiedział, że 250 dolarów za 1000 m³ to „gest humanitarny”, ponieważ Rosja sprzedaje gaz na europejski rynek po 500 dolarów za 1000 m³. Ukraina chciała, obniżyć cenę gazu do 201 dolarów za 1000 m³. Naftohaz oświadczył, że był gotów zapłacić 235 dolarów.
| Kraj bez dostaw rosyjskiego gazu | Kraje które udostępniły swoje rezerwy lub zwiększyły przesył gazu |
| -------------------------------- | ----------------------------------------------------------------- |
| Bośnia i Hercegowina             | Węgry                                                             |
| Bułgaria                         | Ukraina                                                           |
| Chorwacja                        | Węgry                                                             |
| Polska                           | Białoruś, Rosja                                                   |
| Serbia                           | Węgry                                                             |
| Rumunia                          | Ukraina                                                           |
| Turcja                           | Rosja                                                             |

### 1 stycznia
Dostawę gazu dla Ukrainy, zgodnie z wcześniejszymi zapowiedziami całkowicie odcięto 1 stycznia 2009 r. o godz. 10:00 miejscowego czasu (8:00 czasu polskiego). Objętość gazu pompowanego na Ukrainę została zmniejszona o 90 mln m³ na dobę, podczas gdy dostawy tranzytowe do UE w dalszym ciągu pozostały na poziomie 300 milionów m³ na dobę. W telewizji Vesti-24 prezes Gazpromu Aleksiej Miller powiedział, że ma wrażenie, że istnieją siły polityczne na Ukrainie, które są bardzo zainteresowane podtrzymywaniem gazowego konfliktu między dwoma państwami. Miller zapewnił, że Gazprom będzie kontynuować dostarczanie gazu do Europy w całości. Rzecznik Gazpromu Siergiej Kuprijanow powiedział, że 1 stycznia 2009 r. Gazprom był gotowy do wznowienia rozmów z Ukrainą, ale strona ukraińska nie była skłonna do negocjacji. Według Kuprijanowa przedstawiciele Naftohazu otrzymali bezpośrednie instrukcje, aby nie podpisywać żadnych dokumentów.
We wspólnym oświadczeniu prezydent Juszczenko i premier Tymoszenko, opublikowanym w dniu 1 stycznia 2009 r., ogłoszono, że Ukraina gwarantuje nieprzerwany tranzyt rosyjskiego gazu do krajów europejskich. Przedstawiono także gwarancje dla obywateli Ukrainy o tym, że gaz będzie dostarczany w pełnej objętości. W oświadczeniu stwierdzono, że: „Ukraina ma wystarczająco gazu w swoich magazynach, które zagwarantują pełne pokrycie wewnętrznych potrzeb, na dość długi okres.” Zauważono również, że strona rosyjska oferuje Ukrainie opłatę tranzytową w wysokości 1,70 dolara za 1000 m³ za 100 km, która to kwota jest zgodnie z oświadczeniem, mniejsza niż połowa średniej europejskiej stawki. Zaniżona stawka tranzytowa sprawia, że praktycznie niemożliwe jest utrzymanie systemu transportu gazu w odpowiednim stanie technicznym. Jednocześnie oskarżono Gazprom i Naftohaz o blokowanie działalności spółki RosUkrEnergo, która nie może czerpać z podziemnych magazynów gazu, które to działania muszą być stosowane podczas operacji eksportowych. Prezydent Juszczenko przesłał pismo do przewodniczącego Komisji Europejskiej José Manuel Barroso proponując mu, aby Unia Europejska zaangażowała się w rozliczenia wynikające z ukraińsko-rosyjskiego konfliktu gazowego.
Ukraińska delegacja Paliw i Energii w składzie: minister Jurij Prodan, zastępca ministra spraw zagranicznych Kostiantyn Jelisiejew, przedstawiciel prezydenta w kwestii energetycznych Bohdan Sokołowśki i wiceprezes Naftohazu Wadym Czuprun odwiedziła Czechy jako przewodniczącego Unii Europejskiej oraz inne państwa członkowskie, w celu przeprowadzenia konsultacji w sprawie gazu ziemnego i problemów w pierwszym tygodniu 2009 roku.

### 2 stycznia – 3 stycznia
Nastąpiły spadki ciśnienia gazu: na Węgrzech (spadek o 25%), w Rumunia (spadek o 30%) i Polska (spadek o 6%). W Bułgarii, Turcji, Grecji i Macedonii zanotowano wahania ciśnienia gazu. Według Gazpromu „nie ma problemu z Rosją, głównym winnym jest Ukraina”. Gazprom po raz kolejny przedstawił konieczność zbudowania alternatywnych szlaków tranzytowych (gazociągów Północnego i Południowego).
Gazprom oskarżył Ukrainę o kradzież gazu. Zgodnie z oświadczeniem Naftohazu nie była to kradzież gazu, ale usuwanie ze względów technicznych, w celu zapewnienia tranzytu rosyjskiego eksportu i przekierowania części gazu z własnych zapasów, aby utrzymać stałe ciśnienie w sieci rurociągów. Według Naftohazu: „Brak porozumienia technicznego pomiędzy Gazpromem i Naftohazem (Ukrainą), będzie skutkował niemożliwymi do przewidzenia konsekwencjami, szczególnie jeśli chodzi o ciągłość dystrybucji gazu na stałym poziomie do państw członkowskich UE”.
3 stycznia 2009 r. prezes Gazpromu Aleksiej Miller zapowiedział, że koncern złoży skargę do europejskiego trybunału arbitrażowego w Sztokholmie, w której zażąda, by ukraińska firma Naftohaz zapewniła tranzyt gazu do Europy.

### 6 stycznia – 7 stycznia

Kraje europejskie z ograniczonym lub wstrzymanym dopływem gazu z Rosji.
(Na czerwono oznaczone zostały kraje bez dostaw gazu, na różowo kraje z ograniczonymi dostawami)

O północy słowacki minister gospodarki Ľubomír Jahnátek wprowadził stan wyjątkowy w gospodarce.
Wiele krajów zgłosiło poważny spadek dostaw, lub całkowite wstrzymanie gazu z ukraińskich rurociągów należących do Gazpromu:
| [%] spadek dostaw gazu | Kraje |
| ---------------------- | --- |
| 100%                   | Bośnia i Hercegowina, Bułgaria, Słowacja, Grecja, Węgry, · Macedonia Północna, Serbia, Austria, Chorwacja, Turcja |
| 90%                    | Włochy, Słowenia                                                                                                  |
| 75%                    | Czechy, Rumunia                                                                                                   |
| 70%                    | Francja, Polska                                                                                                   |

Rosja całkowicie wstrzymała dostawy gazu transportowanego do Europy z gazociągu leżącego na terenie Ukrainy. Szef Komisji Europejskiej José Manuel Durão Barroso powiedział, powołując się na rozmowy telefoniczne z premierem Rosji Władimirem Putinem i premierem Ukrainy Julią Tymoszenko, że Rosja i Ukraina są gotowe na unijny monitoring przepływu gazu przez swoje kraje. Rząd USA przestrzegł Rosję przed manipulowaniem zasobami energetycznymi w regionie. W nocy w Moskwie doszło do spotkania szefów Gazpromu (Aleksiej Miller) i Naftohazu (Ołeh Dubyna).
Naftohaz poinformował, że Gazprom wstrzymał dostarczanie gazu ziemnego przez terytorium Ukrainy. Z inicjatywy prezydenta Ukrainy Juszczenki odbyła się rozmowa telefoniczna z prezydentem Rosji Miedwiediewem, relacja prasowa Kijowa o tej rozmowie podaje o „całkowitym wstrzymaniu przez stronę rosyjską dostaw gazu na Ukrainę przeznaczonego do eksportu do krajów europejskich”, jak też istnienie po stronie ukraińskiej „dobrej intencji tranzytu nawet do zawarcia umów ze stroną rosyjską o dostawach gazu”. Prezydent Ukrainy zapewnił, że „od 1 stycznia 2009 Ukraina zużywa wyłącznie gaz z produkcji własnej i z zapasów własnych w pełni opłaconych przez Naftohaz”.

Kraje europejskie z ograniczonym lub wstrzymanym dopływem gazu z Rosji.
(Na czerwono oznaczone zostały kraje bez dostaw gazu, na pomarańczowo kraje ze zmienionym tranzytem gazu)

| spadek dostaw gazu | Kraje |
| ------------------ | --- |
| całkowite          | Austria, Bośnia i Hercegowina, Bułgaria, Chorwacja, Czechy, · Francja, Grecja, Macedonia Północna, Mołdawia, Serbia, · Słowacja, Słowenia, Rumunia, Węgry, Włochy, |
| częściowe          | Polska Turcja |

### 8 stycznia
Naftohaz ograniczył dostawy dla ukraińskich zakładów chemicznych i metalurgicznych.
Radio Echo Moskwy poinformowało, powołując się na Ilję Koczewrina (dyrektora wykonawczego Gazprom Exportu), że w Brukseli doszło do przypadkowego, trwającego zaledwie 20 minut, spotkania pomiędzy szefami rosyjskiego Gazpromu (Aleksiejem Millerem) i prezesem ukraińskiego Naftohazu (Olehem Dubyną).
Przedstawiciele Gazpromu nie zaakceptowali porozumienia Komisji Europejskiej z Kijowem, dotyczącego wysłania unijnych obserwatorów na Ukrainę. Rosja zażądała, aby wśród międzynarodowych obserwatorów byli również Rosjanie. Premier Rosji Władimir Putin obciążył Komisję Europejską za fiasko porozumienia, jednocześnie wyraził zadowolenie ze stanu relacji z Polską w sferze tranzytu rosyjskiego gazu ziemnego do Europy Zachodniej.
W Budapeszcie premier Węgier Ferenc Gyurcsány poinformował, że Węgry będą dostarczać Serbii ze swoich rezerw ok. 2 mln m³ gazu dziennie.

### 9 stycznia – 19 stycznia
Komisja Europejska potwierdziła zawarcie porozumienia z Ukrainą i Rosją, w sprawie wysłania obserwatorów, którzy będą monitorować tranzyt rosyjskiego gazu do Unii Europejskiej przez Ukrainę.
Rosja i UE podpisały porozumienie ws. tranzytu gazu: premier Republiki Czeskiej Mirek Topolánek spotkał się z premierem Rosji Władimirem Putinem w Moskwie.
Ukraina podpisała protokół o komisji monitorującej tranzyt rosyjskiego gazu do państw europejskich.
Agencja Informacyjna Reuters podała, że Rosja o godz. 10:00 moskiewskiego czasu (8:00 czasu polskiego) częściowo wznowiła dostawy gazu ziemnego do krajów Unii Europejskiej, przez terytorium Ukrainy.
Podpisanie w Moskwie porozumień gazowych pomiędzy szefami Gazpromu Aleksiejem Millerem i Naftohazu Ołehem Dubyną na dostawę rosyjskiego gazu na Ukrainę i tranzyt do Europy przez terytorium Ukrainy. Porozumienie na tranzyt obejmuje okres 11 lat (2000–2010). W uroczystości, która odbyła się w siedzibie rządu, brali udział premierzy obu państw Władimir Putin i Julia Tymoszenko. Z pośrednictwa w handlu gazem wyeliminowano spółkę RosUkrEnergo, co spowodowało obniżenie dostaw gazu do Polski. Wstrzymanie dotyczy dostaw w wysokości 2,5 mld m³ rocznie.